# Aleuas paraguayensis
Aleuas paraguayensis är en insektsart som beskrevs av Frédéric Carbonell 2008. Aleuas paraguayensis ingår i släktet Aleuas och familjen gräshoppor. Inga underarter finns listade i Catalogue of Life.